# رایان بروبل
رایان بروبل (انگلیسی: Ryan Brobbel؛ زادهٔ ۵ مارس ۱۹۹۳) بازیکن فوتبال اهل بریتانیا است.
از باشگاه‌هایی که در آن بازی کرده‌است می‌توان به باشگاه فوتبال یورک سیتی، باشگاه فوتبال هارتل پول یونایتد، باشگاه فوتبال ویتبای تاون، باشگاه فوتبال نیو سنتس، باشگاه فوتبال میدلزبرو، و باشگاه فوتبال دارلینگتون ۱۸۸۳ اشاره کرد.
وی همچنین در تیم‌های ملی فوتبال Northern Ireland national under-17 football team, Northern Ireland national under-18 football team, Northern Ireland national under-19 football team، و زیر ۲۱ سال ایرلند شمالی بازی کرده‌است.